# Valromey
Valromey ist ein Tal im Hoch-Bugey, dass vom Seran durchflossen wird.
Der Name rührt angeblich von Vallée romaine her, tatsächlich aber wohl von Verromey (Verrumensi (1110), Veromensi (1142), Verrometum (1169)), das zweifellos von Venetonimagus und (noch älter) von Vernemetonimagos (Markt des alten Heiligtums?) stammt.
Valromey, das 1601 ebenso wie der Bugey unter Heinrich IV. aufgrund des Vertrages von Lyon französisch wurde, gehört zum Jura und öffnet sich bei Artemare nach Süden. Das Tal umfasst 16 Gemeinden des Départements Ain: Artemare, Belmont-Luthézieu, Brénaz, Champagne-en-Valromey (Hauptort), Chavornay, Haut Valromey, Lochieu, Lompnieu, Ruffieu, Sutrieu, Talissieu, Vieu und Virieu-le-Petit. Nach Norden hin läuft das Tal zum Plateau de Retord aus.

## Geschichte
Valromey und das Waadtland (Vaud) wurden von Graf Amadeus VI. von Savoyen (1343–1383) aufgrund eines Vertrages mit Frankreich aus dem Jahr 1355 erobert, in dem die Grenzen zwischen Savoyen und der Dauphiné festgelegt wurden. Durch den Vertrag von Lyon wurde Valromey am 17. Januar 1601 an Frankreich abgegeben. In diesem Vertrag zwischen Karl Emanuel I. von Savoyen und dem französischen König Heinrich IV. bekam Frankreich auch die Bresse, den Bugey und das Pays de Gex. Im Gegenzug verzichtete Heinrich auf die Markgrafschaft Saluzzo.
Der Besitz Honoré d’Urfés in Senoy, Virieu-le-Grand und Bâgé-le-Châtel wechselte damit den Souverän, er huldigte seinem König, und wurde 1612 – nach zehn Jahren, die man ihn weiterhin als Parteigänger Savoyens betrachtete – zum Markgrafen von Valromey und Bâgé ernannt.